# Edward Idris Cassidy
Pour les articles homonymes, voir Cassidy.
Edward Idris Cassidy, né le 5 juillet 1924 à Sydney et mort le 10 avril 2021 à Newcastle, est un  cardinal australien de la Curie romaine, président du Conseil pontifical pour la promotion de l'unité des chrétiens de 1989 à 2001.

## Biographie

### Prêtre
Après son ordination sacerdotale le 23 juillet 1949 pour le diocèse de Wagga Wagga, Edward Idris Cassidy a exercé son ministère en paroisse pendant trois ans.
Il part ensuite à Rome poursuivre ses études, obtenant un doctorat en droit canon à l'université pontificale du Latran avant d'intégrer l'Académie pontificale ecclésiastique qui forme les diplomates du Vatican.
À sa sortie de l'académie, il est successivement nommé en Inde (en), en Irlande (en), au Salvador et en Argentine (en).

### Évêque
Nommé pro-nonce apostolique en Chine (en) le 26 octobre 1970, il est consacré évêque le 15 novembre suivant par le cardinal Jean-Marie Villot. Il est ensuite nommé pro-nonce apostolique au Bangladesh (en) le 31 janvier 1973, au Lesotho (en) et en Afrique du Sud le 25 mars 1979, aux Pays-Bas (en) le 6 novembre 1984.
Le 23 mars 1988, il est rappelé à Rome comme substitut de la Secrétairerie d'État pour les affaires générales avant de devenir président du Conseil pontifical pour la promotion de l'unité des chrétiens le 12 décembre 1989. Il se retire de cette charge le 3 mars 2001.

### Cardinal
Il est créé cardinal par le pape Jean-Paul II lors du consistoire du 28 juin 1991 avec le titre de cardinal-diacre de S. Maria in Via Lata. En 1999, à Augsbourg, il est un des signataires de la Déclaration commune sur la justification par la foi avec la Fédération mondiale luthérienne. Cette déclaration sera également adoptée par le Conseil méthodiste mondial en 2006.
Il est élevé au titre de cardinal-prêtre le 26 février 2002.
En 2004, il émet des critiques à propos de Dominus Iesus, ce qui suscite une légère controverse.
Il perd sa qualité d'électeur le jour de ses 80 ans le 5 juillet 2004, ce qui l'empêche de participer aux votes des conclaves de 2005 (élection de Benoît XVI) et de 2013 (élection de François).
Il meurt le 10 avril 2021 à Newcastle en Australie.

## Succession apostolique
Edward Idris Cassidy a ordonné les évêques suivants :
- Archevêque Alphonse U Than Aung (de) (1975)
- Évêque Joseph Devellerez Thaung Shwe (de) (1976)
- Évêque Georg Müller (it), SS.CC. (1997)
- Archevêque Thomas Yeh Sheng-nan (1998)
- Évêque Józef Wróbel (de), S.C.I. (2001)